# Vicente Lombardo Toledano
Vicente Lombardo Toledano (Teziutlán, 16 luglio 1894 – Città del Messico, 16 novembre 1968) è stato un politico messicano.
Deputato nel 1926 e nel 1928, fondò nel 1936 l'organizzazione sindacale CTM e ne fu segretario fino al 1941. Fu inoltre presidente della CTAL e vicepresidente della Federazione sindacale mondiale.
Nel 1948 fondò il Partito Popolare, poi diventato il Partito Popolare Socialista.